# Тенерани, Пьетро
Пьетро Тенерани (итал. Pietro Tenerani; 11 ноября 1789, Каррара — 14 декабря 1869, Рим) — итальянский скульптор академического направления неогреческого стиля периода историзма. Президент Академии Святого Луки в Риме, президент Капитолийских музеев, директор музеев Ватикана.

## Биография
Пьетро Тенерани родился 11 ноября 1789 года в Торано под Каррарой, в семье Чеккардо, главного разработчика мраморных карьеров в Карраре, и Марии Антонии Маркетти. Благодаря протекции скульптора Пьетро Маркетти, своего дяди (директора Академии с 1835 года), Пьетро поступил в Академию искусств Каррара в Бергамо (Accademia di belle arti G. Carrara, Bergamo), где учился у живописца Жана-Батиста Фредерика Демаре, в то время заместителя директора Академии, и молодого скульптора Лоренцо Бартолини.
В 1811 году он получил свою первую премию на конкурсе студентов Академии; два года спустя он выиграл в Риме премию за модель скульптуры «Орест, захваченный фуриями»; в 1815 году, после переезда в Рим в 1814 году, он выиграл приз в 132 скуди, объявленный знаменитым Антонио Кановой, за фигуру «Искупителя». Успех снискали и его последующие произведения: «Парис, подносящий яблоко Венере», «Покинутая Психея» (Psiche abbandonata, 1816), «выдержавшая» множество копий. Эту первую Психею увидел писатель и историк искусства. Пьетро Джордани, который в 1836 году сделал её предметом небольшой восторженной брошюры под названием «Первая Психея Пьетро Тенерани», посвящённой Мадама Аделаиде Кальдераре Бутти.
«Покинутую Психею» Тенерани повторил четырежды (первый вариант находится в Уффици, Флоренция, один из последующих — в собрании музея-усадьбы Архангельское). В Риме Тенерани был принят в мастерскую знаменитого датского скульптора Бертеля Торвальдсена. Вместе с Торвальдсеном он работал над убранством надгробного памятника принца Евгения Богарне в церкви Святого Михаила в Мюнхене (1830).
После успеха первой «Покинутой Психеи» Тенерани создал вторую скульптуру на эту тему под названием «Психея, лишившаяся чувств» (Psiche svenuta, 1822), заказанную ему графом Джованни Баттиста Соммарива; эта работа, как и первая, оказалась удачной: в новой интерпретации Психея возлежит ошеломлённая с выражением боли после того, как открыла ампулу, наводящую сон. Пьетро Тенерани повторил эту скульптуру семь раз для разных покупателей. Одна из них, возможно, первый экземпляр, украшает верхнюю площадку парадной лестницы здания Нового Эрмитажа в Санкт-Петербурге.
Пьетро Тенерани стал знаменитым, богатым и востребованным скульптором во всей Европе. От парижского салона Жюльетт Рекамье он получил заказ на рельеф «Мученичество Евдора и Чимодока» (Martirio di Eudoro e Cimodoce), эпизод из «Мучеников» Франсуа-Рене де Шатобриана, который будет передан писателю; за этим последовала скульптурная группа «Венера с Амуром» и «Венера, раненая шипом розы» (1823), задуманная ещё во времена сотрудничества с Торвальдсеном, заказанная венгерским принцем Николаем II Эстерхази и воспроизведённая в трёх экземплярах для европейских королей и императоров. Среди основных заказчиков Тенерани были папа римский, российский император Николай I и наследник престола великий князь Александр Николаевич, британская королева Виктория.
Пьетро Тенерани создал статую «Флоры» (или «Весны») в натуральную величину для великого князя Александра Николаевича, тиражированную в четырёх экземплярах (один для английской королевы Виктории). Тенерани, тиражируя удачные образцы, организовал настоящее производство скульптур, которые своим «пуризмом» («чистотой» формы, удовлетворяющей любые вкусы), вызывали всеобщий восторг. Пьетро Тенерани был среди тех, кто подписал манифест итальянского пуризма (Del Purismo nelle arti), составленный Антонио Бьянкини в 1843 году.
В 1825 году Тенерани стал членом римской Академии Святого Луки. Он много работал над монументальной скульптурой. Им были созданы два памятника Симону Боливару, установленные в Боготе (1846) и Каракасе (1852), памятник Фердинанду II в Мессине. Среди его самых известных работ были также надгробные монументы, помещённые в базилике Санта-Мария-дель-Пополо, например, скульптура Адели Параин и пронзительная статуя Терезы Пельцер в Rапелле Черази (иногда приписывается его брату Джузеппе).
В 1856 году Тенерани был избран президентом Академии Святого Луки, с 1857 года был президентом Капитолийских музеев, а с 1860 года — директором Музеев Ватикана.
Художник скончался в Риме 14 декабря 1869 года. Его учениками были Саро Дзагари, Винченцо Сантини и Джованни Баттиста Ломбарди.

## Галерея

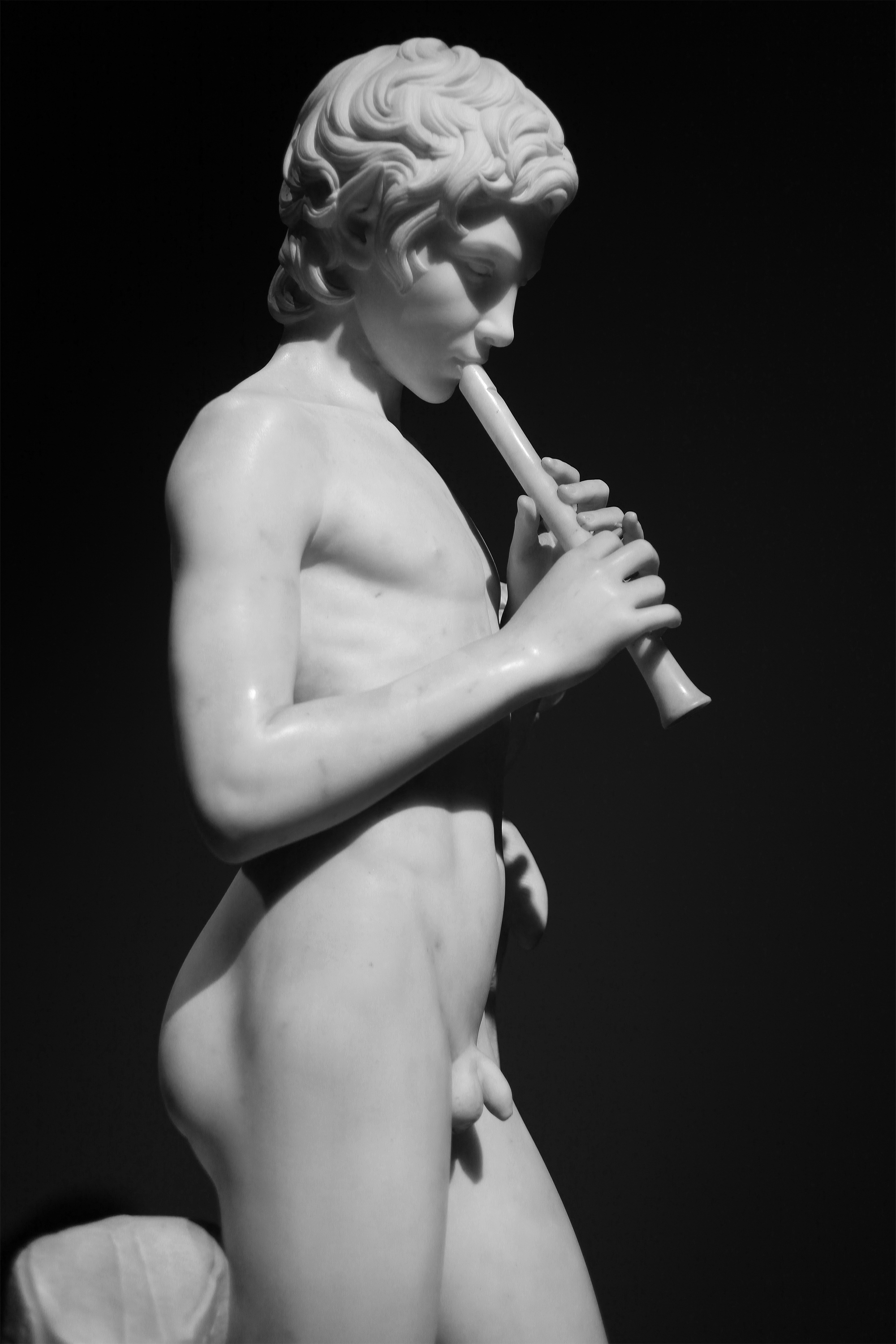
Фавн. Деталь. 1859. Мрамор. Вилла Таска, Палермо
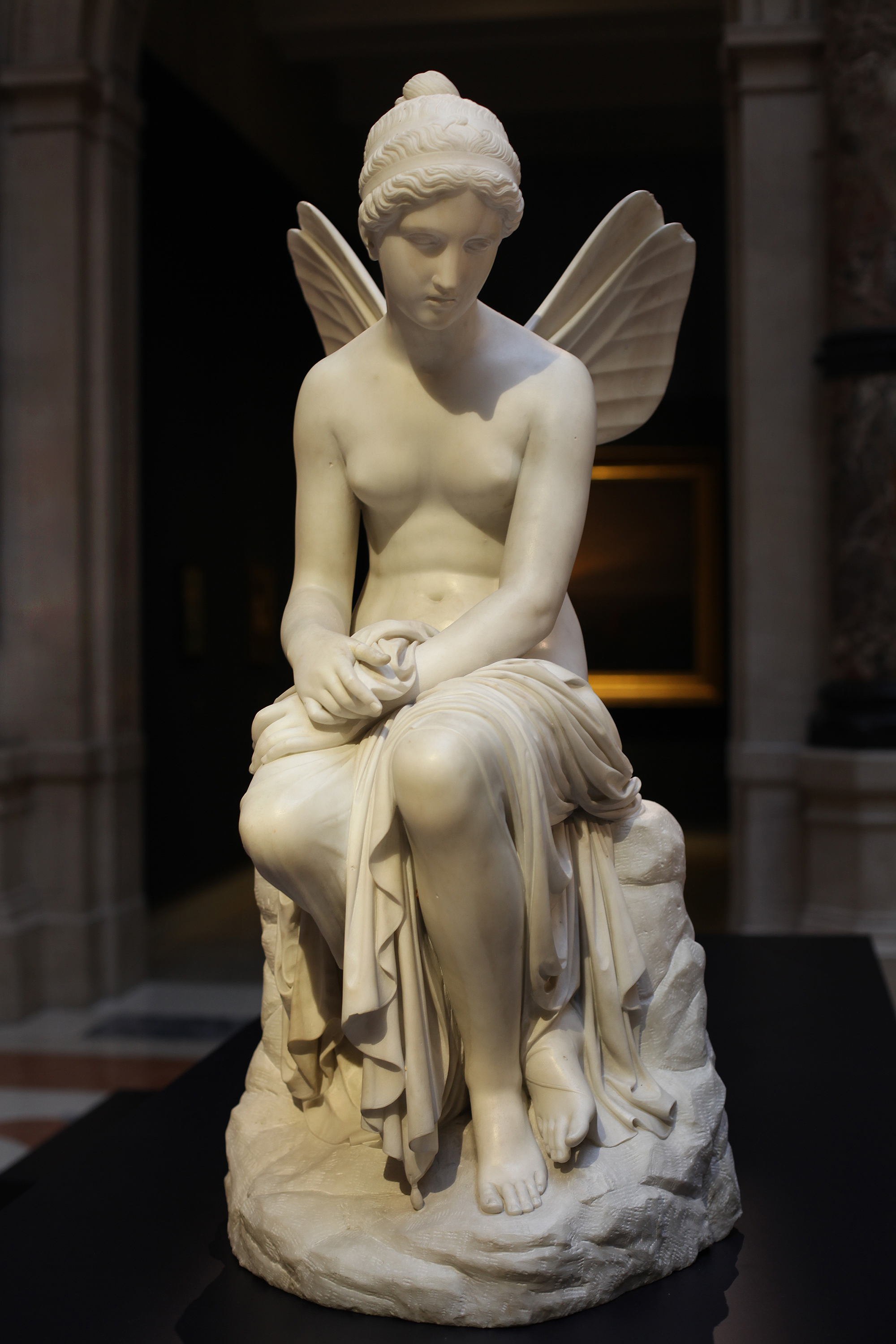
Покинутая Психея. 1816. Мрамор. Частное собрание, Милан
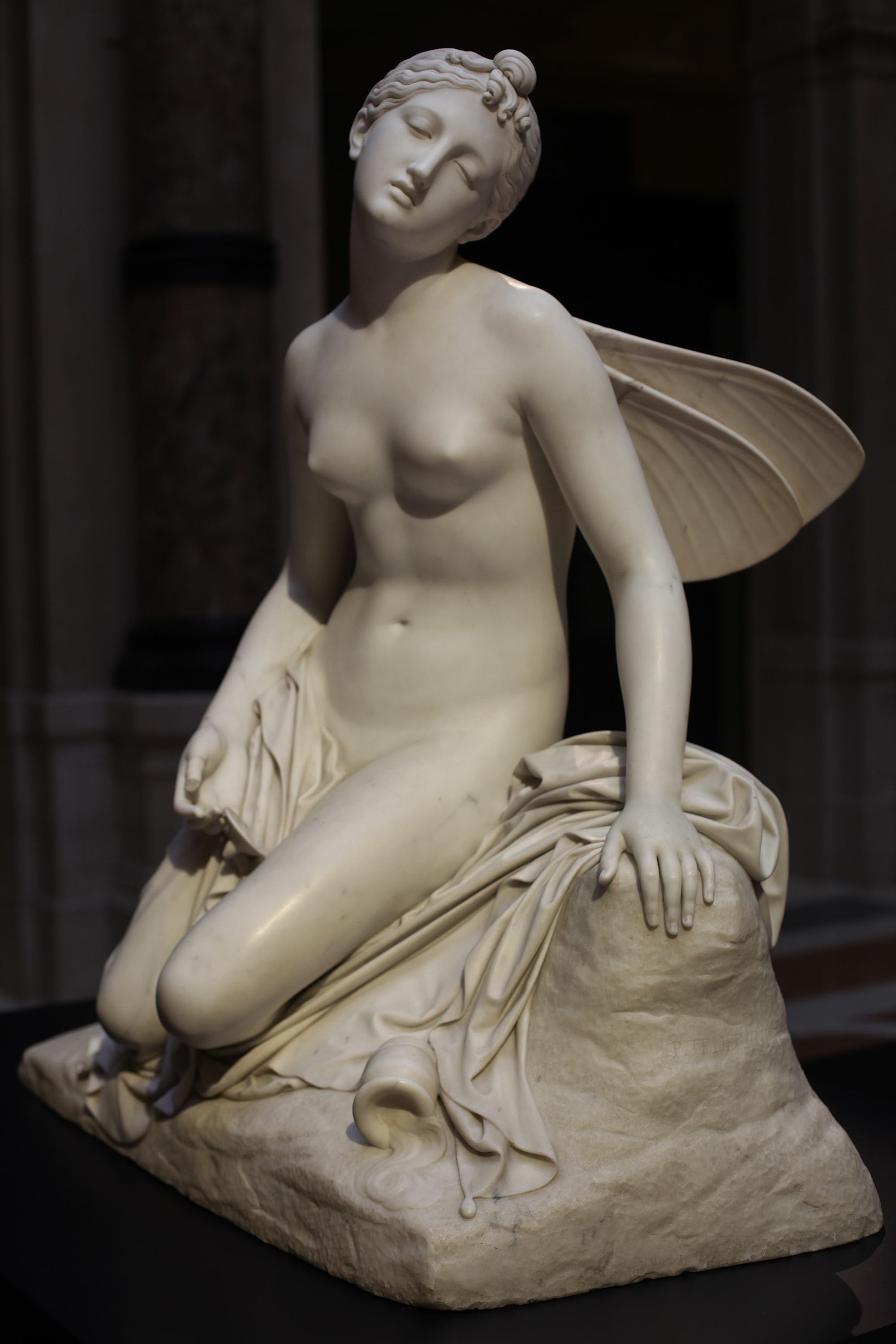
Психея, лишившаяся чувств. Вариант 1822 г. Мрамор. Итальянская галерея, Милан
Л. Ариосто. Мрамор. Муниципальный музей, Модена
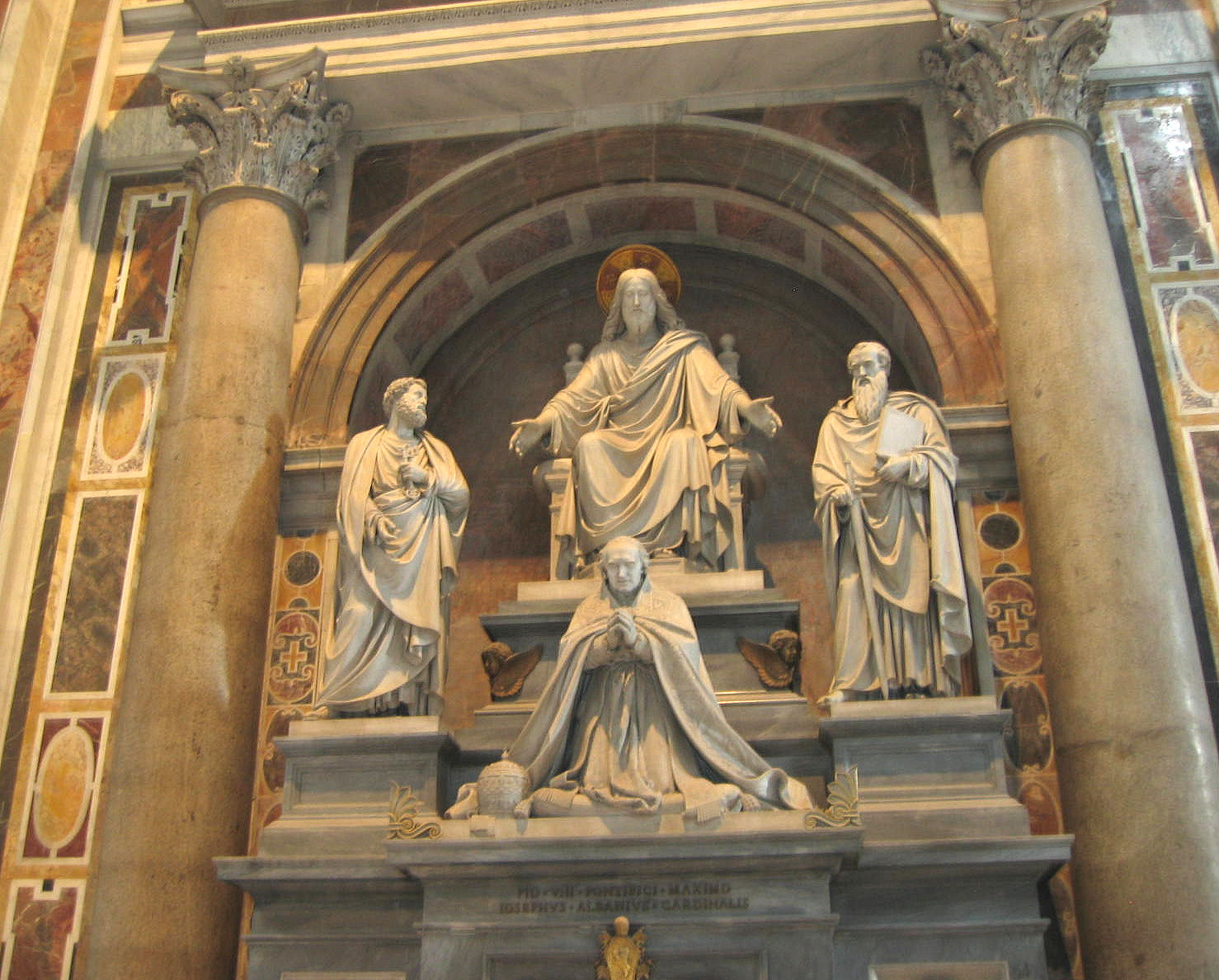
Надгробие папы Пия VIII. 1853—1866. Собор Святого Петра, Ватикан
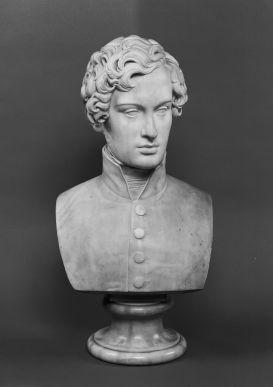
Бюст Наполеона II. Между 1830 и 1835. Мрамор. Фонтенбло
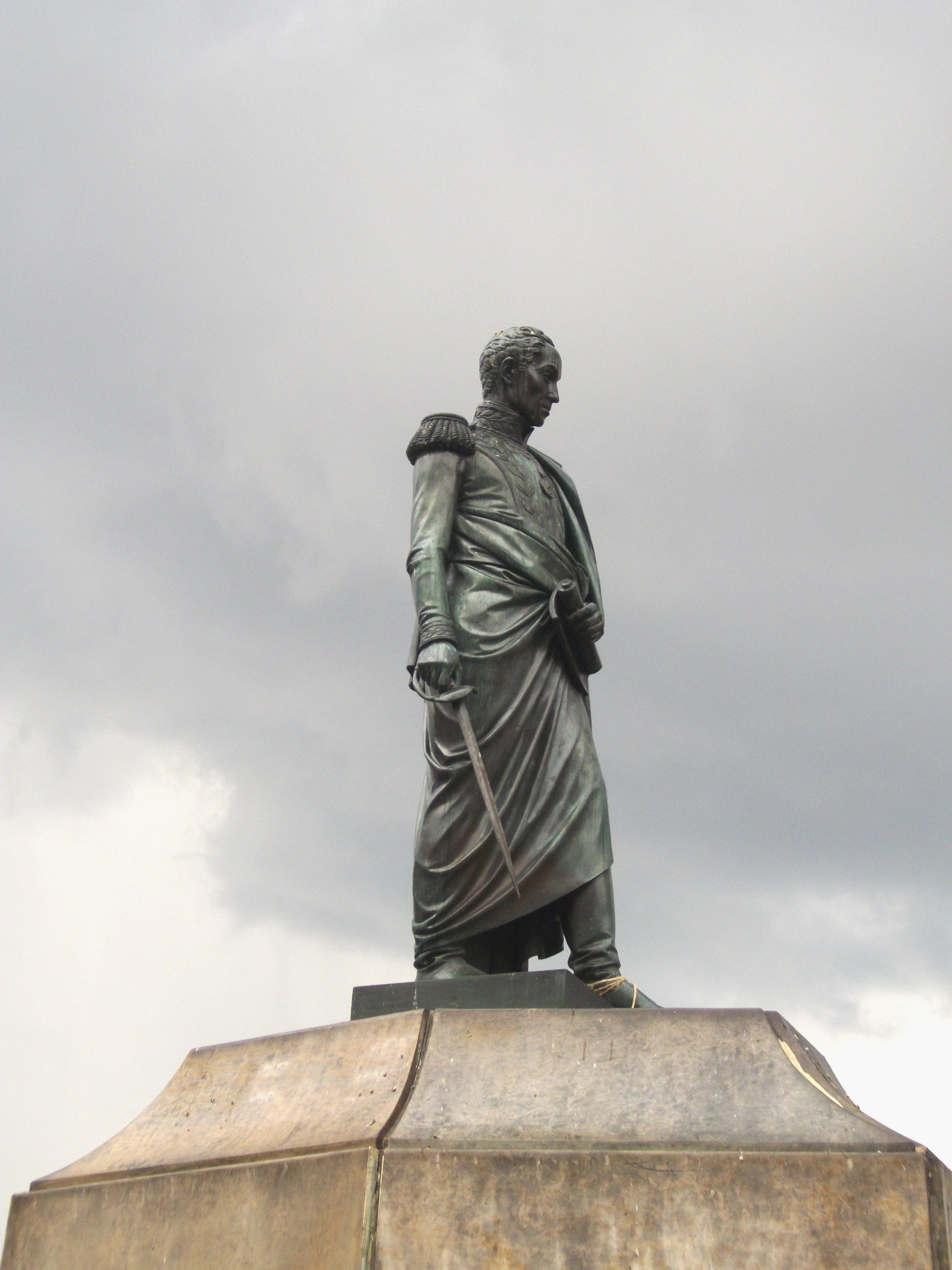
Памятник Симону Боливару. 1846. Бронза. Богота, Колумбия
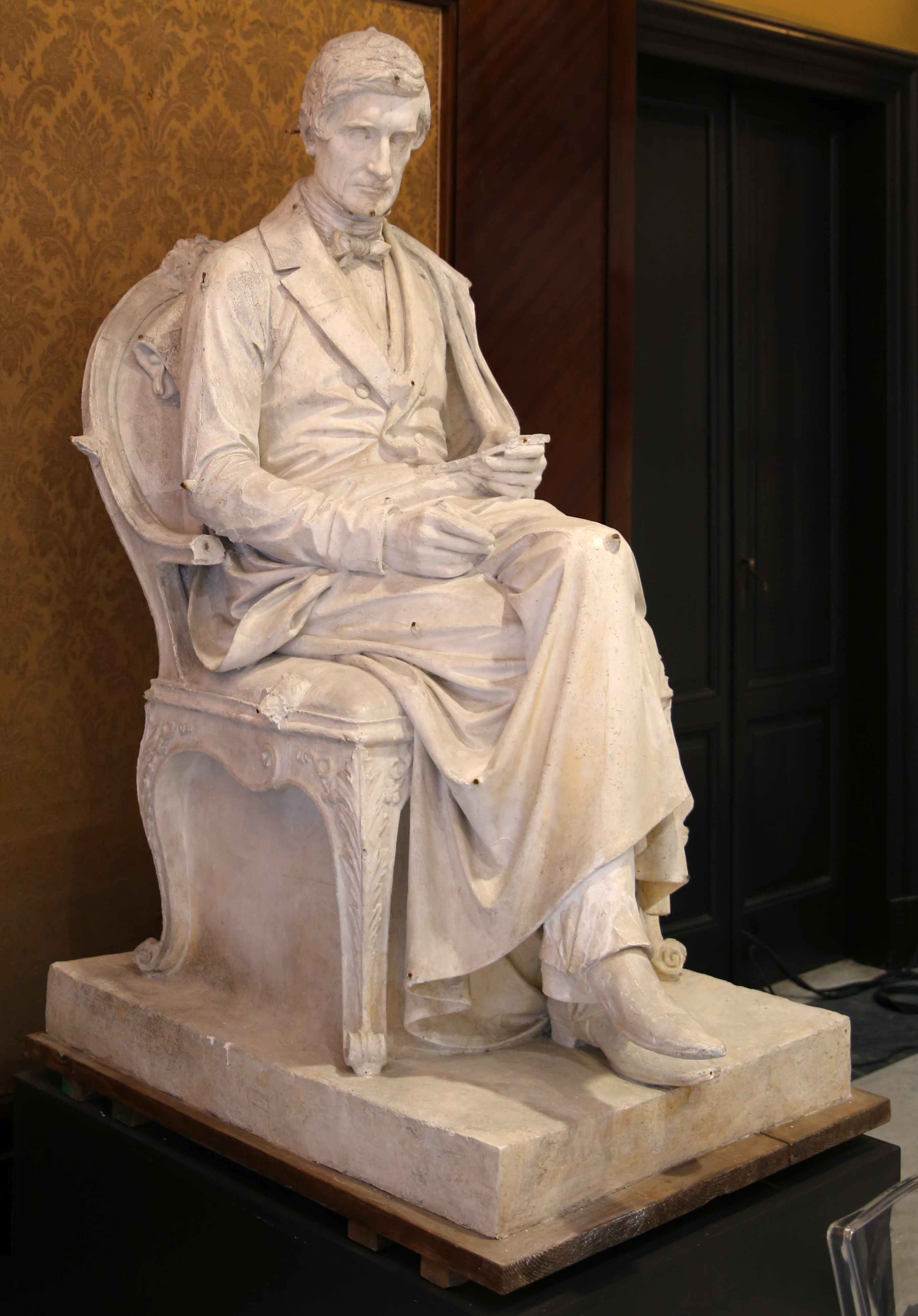
Памятник Пеллегрино Росси для Каррары. Модель. 1854. Гипс. Замок Маласпина, Фоздиново
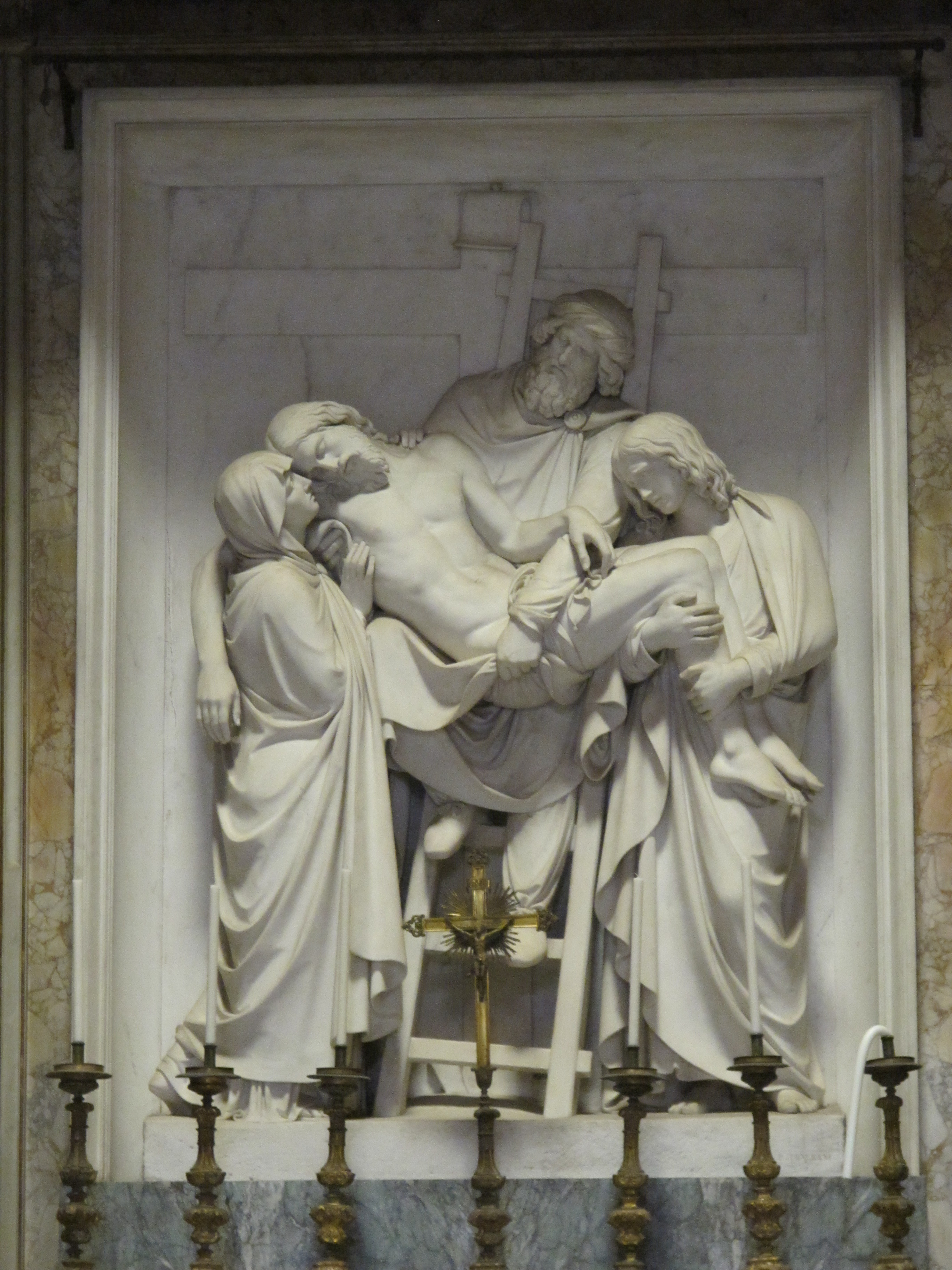
Пьета (Снятие с креста). Сан-Джованни-ин-Латерано, Рим

## Произведения Тенерани в санкт-петербургском Эрмитаже

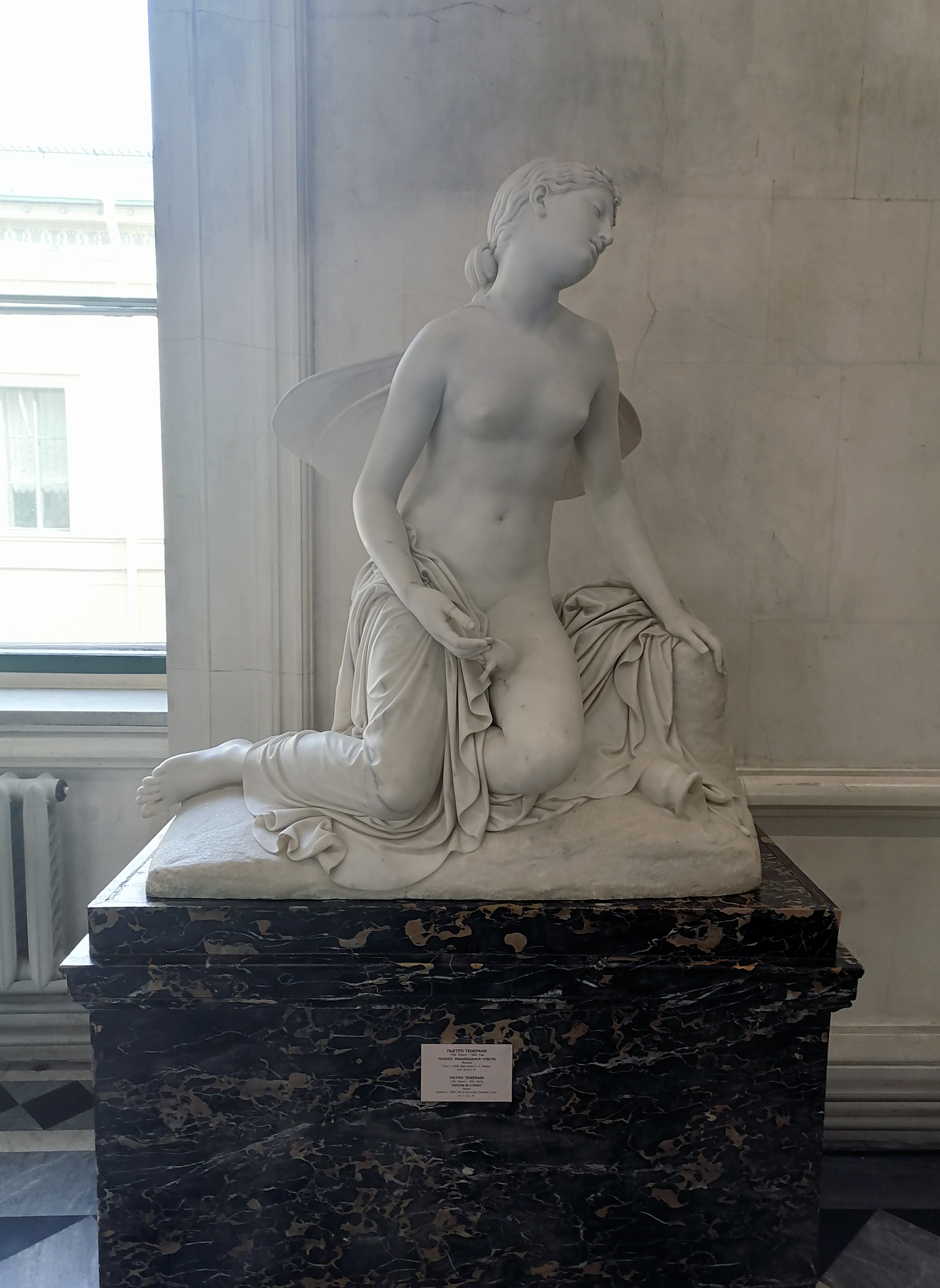
Психея, лишившаяся чувств
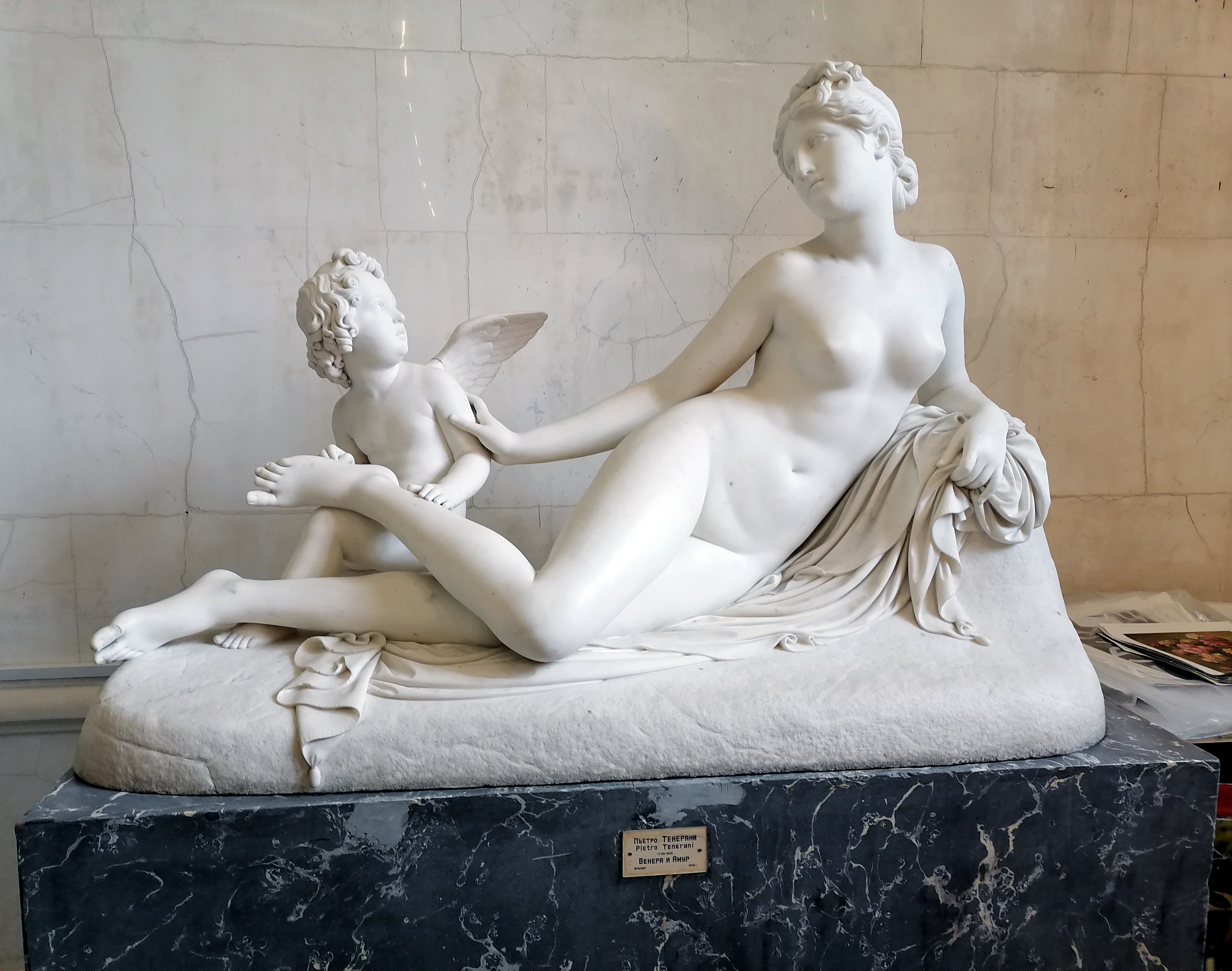
Венера и Амур, вынимающий ей занозу из ноги
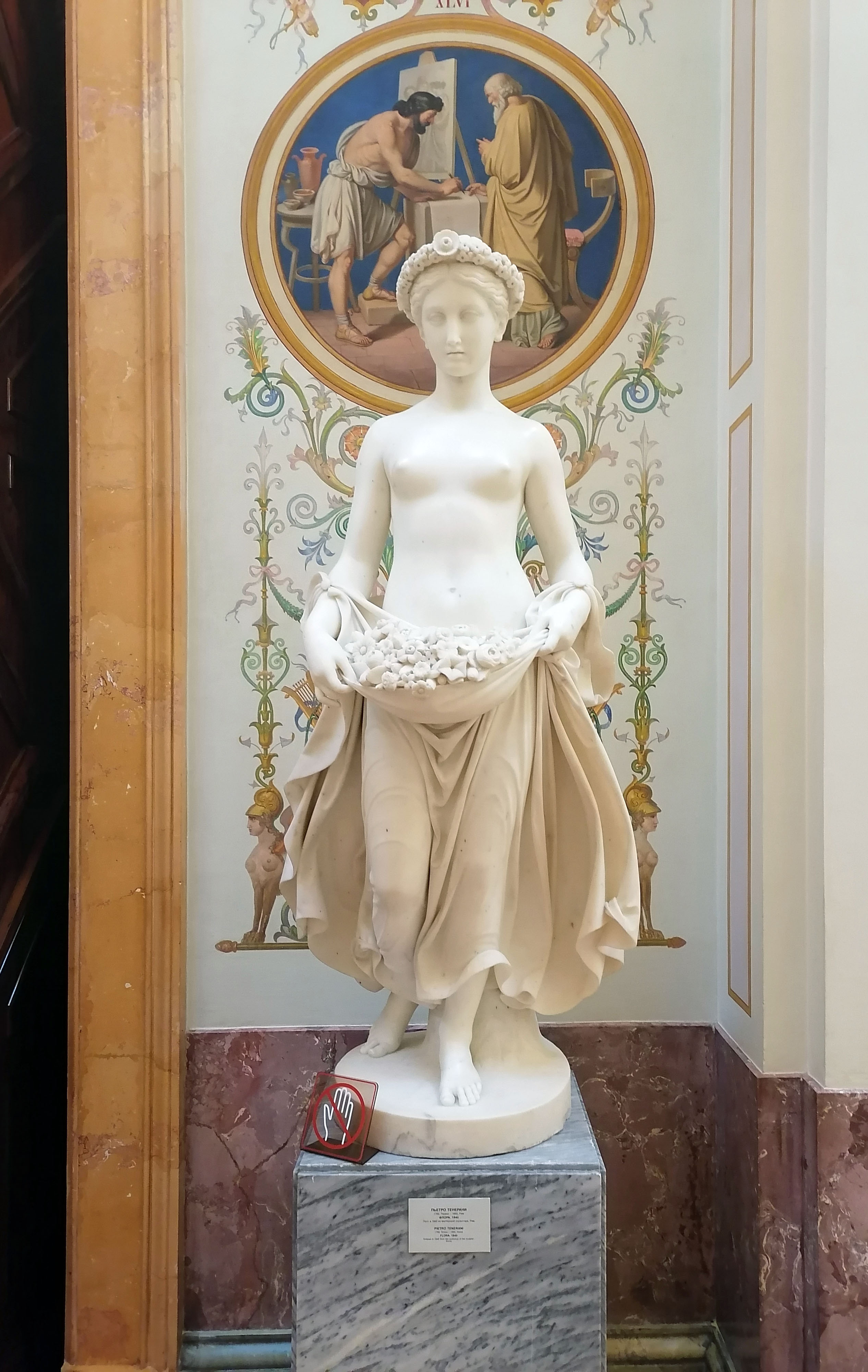
Флора
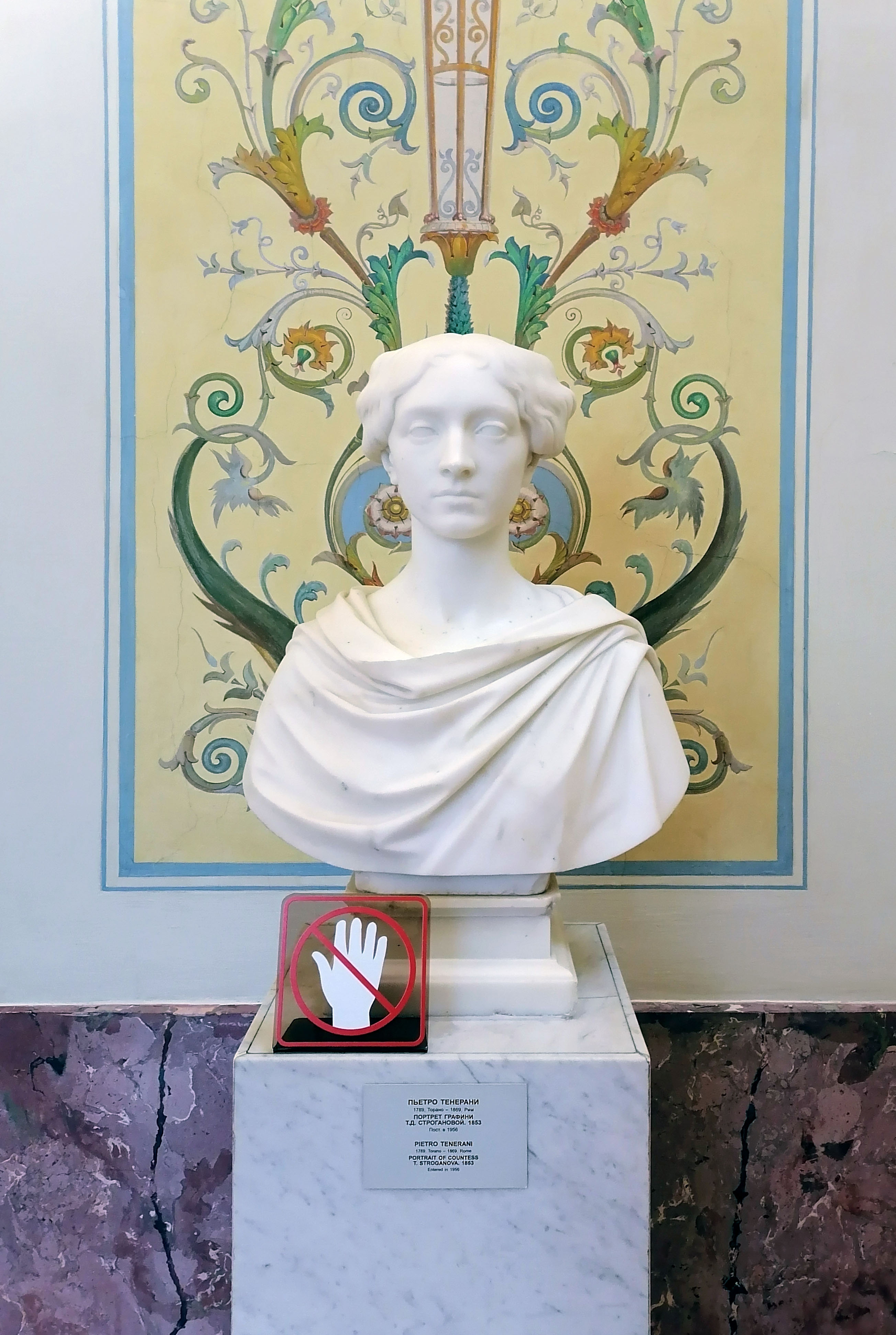
Портрет графини Т. Д. Строгановой
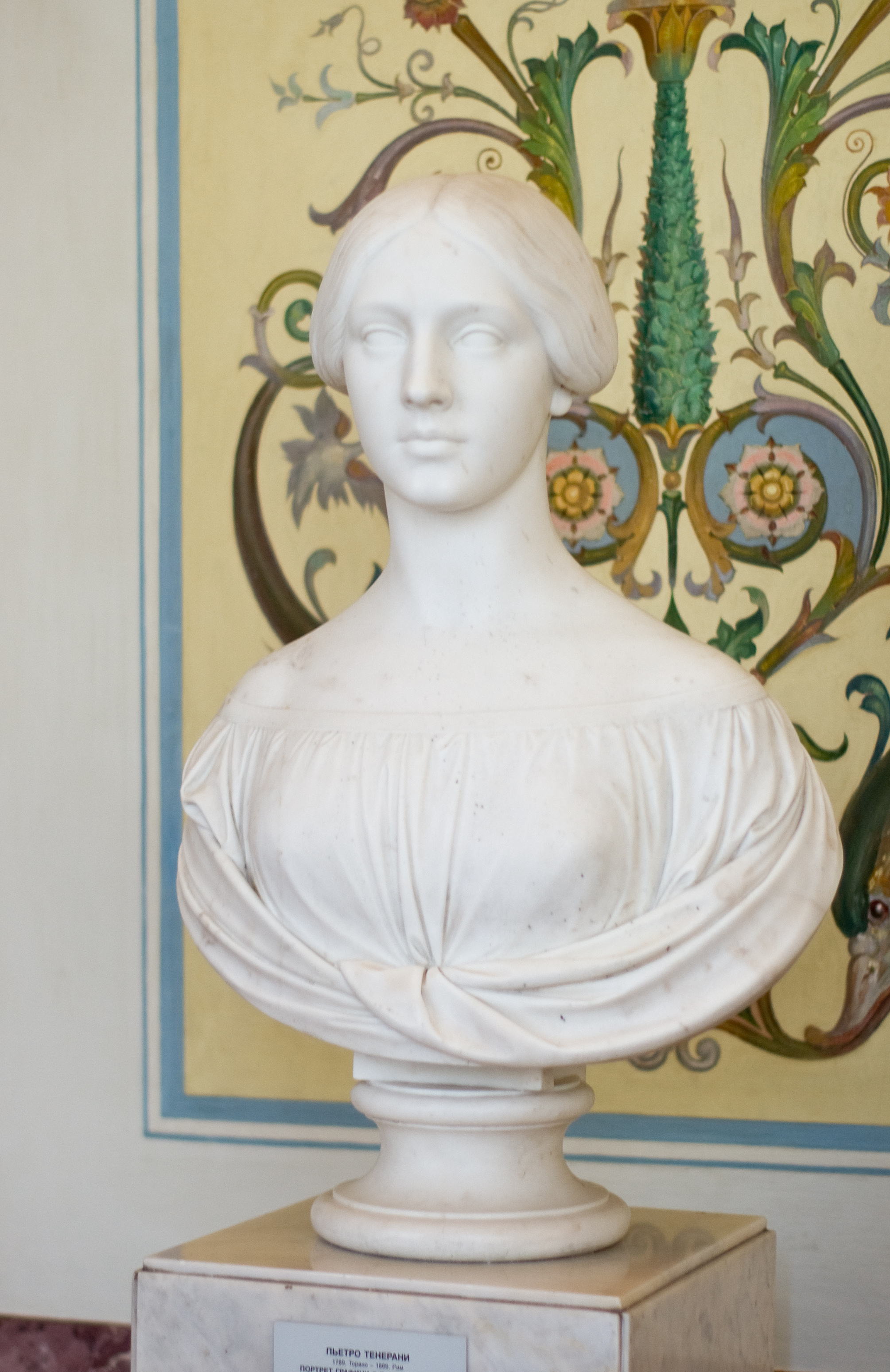
Портрет графини С. Л. Шуваловой
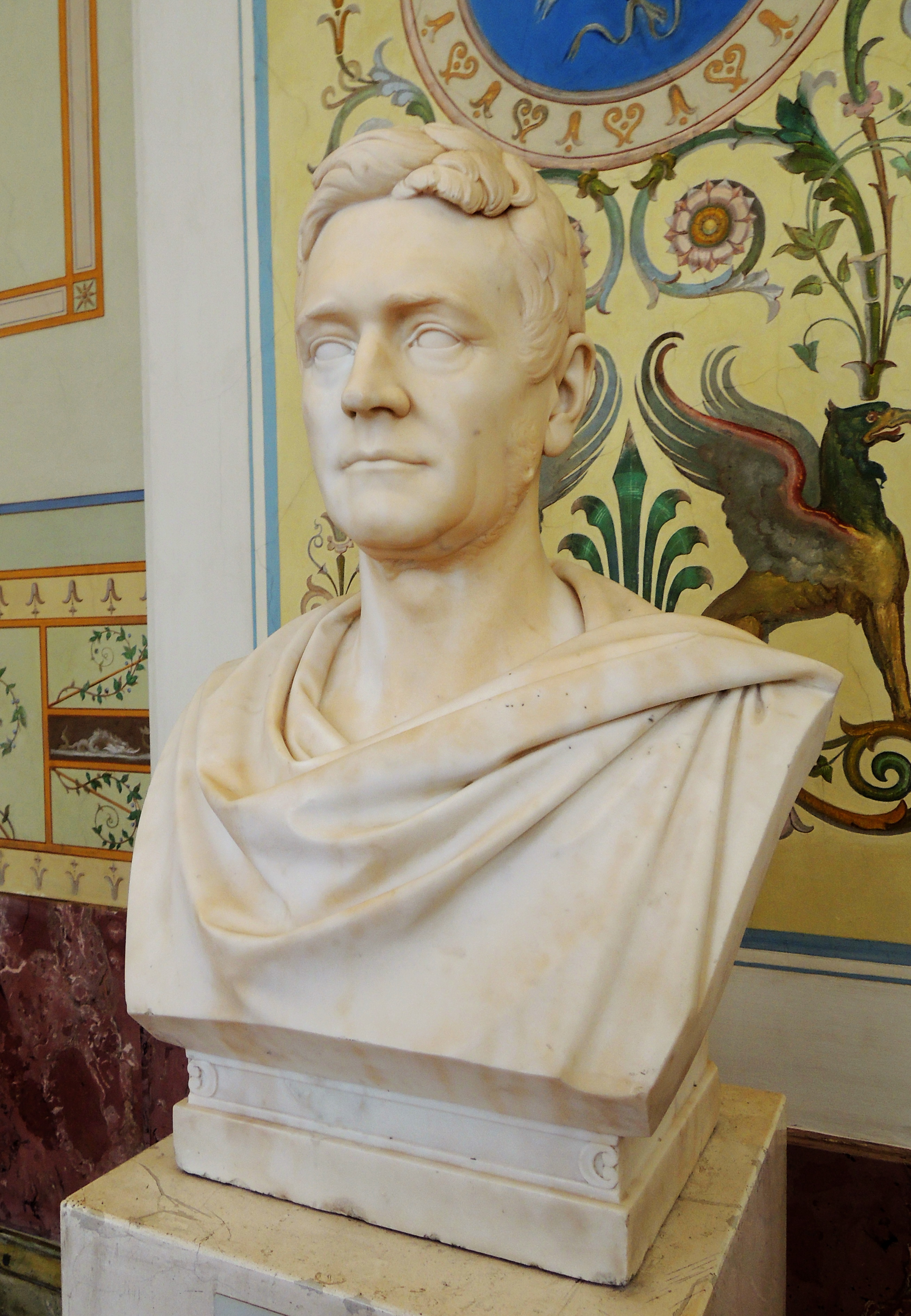
Портрет князя М. С. Воронцова
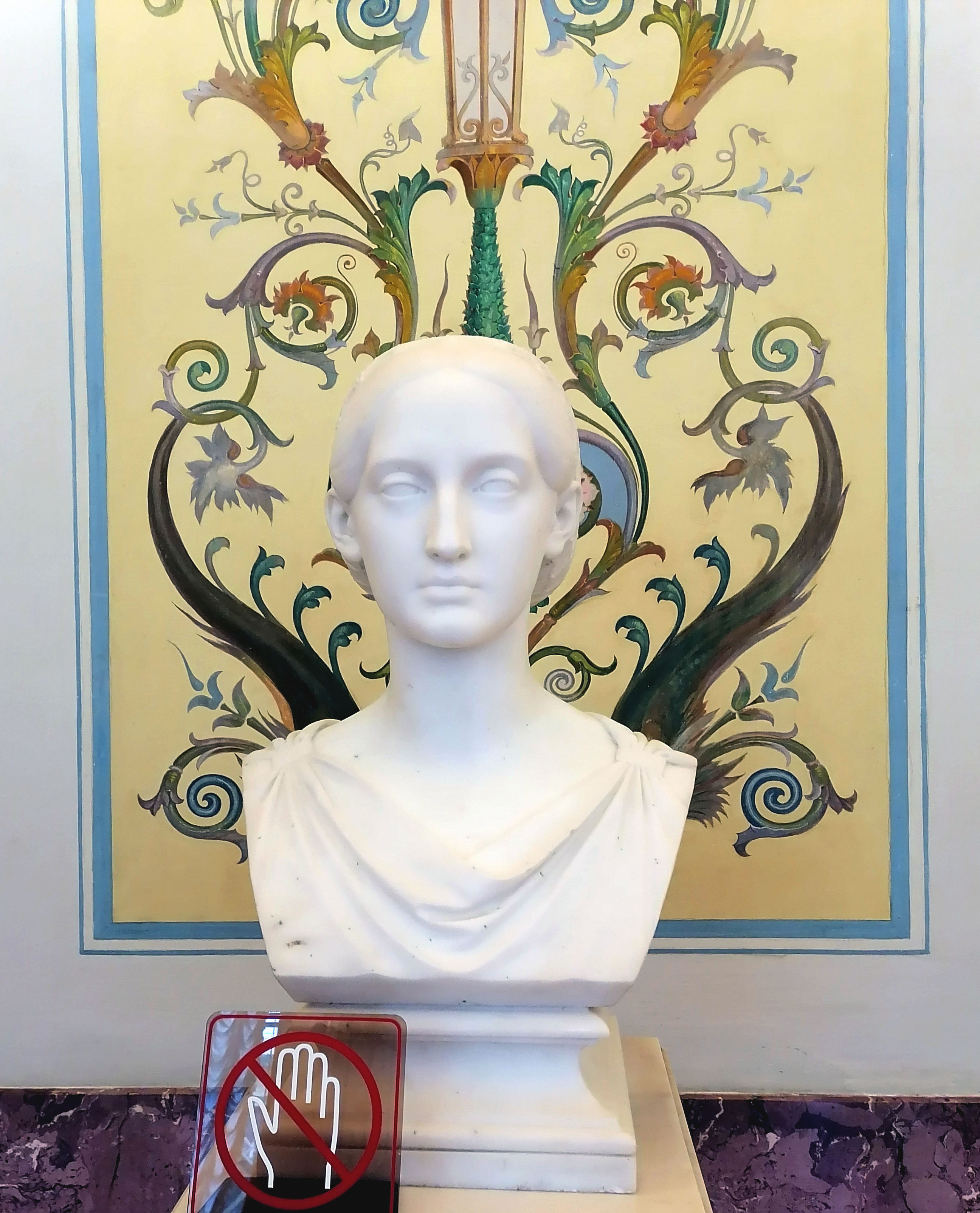
Портрет великой княгини Марии Николаевны